# LGBT práva v Etiopii

Duhová mapa Etiopie

Lesby, gayové, bisexuálové a translidé (LGBT+) se v Etiopii setkávají s právními komplikacemi neznámými pro většinové obyvatelstvo. Mužská i ženská stejnopohlavní sexuální aktivita je v zemi trestná. Podle průzkumu Pew Global Attitudes považuje 97 % Etiopanů homosexualitu za životní styl, který je společensky neakceptovatelný, což je z hlediska 45 zkoumaných zemí druhá největší míra despektu.

## Zákony týkající se stejnopohlavní sexuální aktivity
Podle článku 629 trestního zákona je mužský i ženský stejnopohlavní sexuální styk v Etiopii ilegální. Kdo vykoná soulož s osobou téhož pohlaví, nebo jiný akt hrubé obscénnosti, bude potrestán v souladu s článkem 630 odnětím svobody v délce trvání jednoho roku, anebo v závažnějších případech přísnějším trestem v maximální délce trvání patnácti let. Etiopské zákony chápou skutkovou podstatu trestného činu soulože s osobou téhož pohlaví jako agresi vůči oběti. Následkem tohoto jsou přísnější tresty pro "agresory" a sebevražedné tendence "obětí" připisované zahanbení, ztrátě cti a jiným příčinám.
Tradiniční přístupy k genderu a sexualitě v etiopské společnosti stále přetrvávají. Valná většina místních považuje homosexualitu za volbu, nikoli za vrozenou orientaci. Jako důvod uvádějí její import ze západu, kterému se musí upěnlivě bránit, a jehož legitimizaci nesmí za žádnou cenu dopustit. Podle Pew Global Attitudes Project řeklo 97 % sledovaných Etiopanů, že by společnost měla proti homosexualitě aktivně bojovat. Z hlediska zkoumaných zemí se po Mali jedná o druhý nejhorší výsledek
Dr. Seyoum Antonyios, prezident Unie pro život (United for Life) a vlivný aktivista zorganizoval v r. 2013 celonárodní konferenci, jíž se zúčastnilo mnoho politiků a náboženských představitelů. Během ní argumentoval slovy, že homosexualita je důsledekm hlubokého psychologického traumatu často způsobeném násilí nebo jinou formou sociální krize.
V prosinci 2008 přijalo minimálně tucet etiopských duchovních (včetně představitelů muslimů, pravoslavných, protestantských a katolických církví) rezoluci proti homosexualitě požadující po zákonodárcích včlenění zákazu homosexuální aktivity do ústavy. Mezi nimi byl i známý katolický arcibiskup Berhaneyesus Demerew Souraphiel
Homosexualitu rovněž shledali jako příčinu nárůstů sexuálních útoků a na děti a mladé chlapce. Abune Paulos, patrircha Etiopské pravoslavné církve řekl: "Něco takového je v naší zemi neprosto nepřípustného. Každý národ, který ctí tradiční biblické hodnoty, musí toto velmi tvrdě odsoudit. Každý, kdo se v takových aktech angažuje, se tímto degraduje na úroveň zvířat. My to odmítáme. Oni (homosexuálové) zasluhují resocializaci a jejich akty zavržení. A my jsme povinni je podrobit lekci."

## Vyhodnocení
Zpráva Ministerstva zahraničí Spojených států amerických z r. 2011 shledává, že:
| „ | Zaznamenali jsme několik zpráv o násilí proti lesbám, gayům, bisexuálům a translidem; nicméně ani tak se k nám nedostaly všechny případy kvůli obávám ze msty, diskriminace nebo stigmatizace. Kvůli sociálním stigmatům a nezákonnosti homosexuálních aktů se místní ani neidentifikují jako LGBT. Na začátku prosince tohoto roku zahájili křesťanští a muslimští náboženští představitelé seminář o sexuálním zdraví, ve kterém cíleně směřovali na muže mající sex s muži. Po vládní intervenci se semináři dostalo větší pozornosti, byť v různých lokacích. Centrum pro výzkum AIDS v Adis Abebě zaznamenal žádosti od mnoha lidí identifikujících se jako gayové a lesby (většina jich byli muži), aby jim byla poskytnutá asistence při změně jejich chování kvůli diskriminaci. Mnoho homosexuálních mužů trpí úzkostmi, depresí, sebeobviňováním, náboženským konfliktům, krizím identity a sebevražednými tendencemi. | “ |

## Homosexuální historie v Etiopii
Při cestách po Etiopii ve 20. letech minulého století se Bieber setkal s několika případy uranismu mezi domorodci a poznamenal, že: "Sodomie rozhodně není ničím, co by se do Hararska dostalo zvenčí. Není typická pouze pro Albeit, ale objevuje se i u Galska a Somálska." Rovněž poznamenal, že vzájemná masturbace mezi oběma pohlavími a všemi věkovými skupinami není u všech třech domorodých kmenů ničím výjimečným. Zejména u Hararů byl uranismus nejvíce praktikován mezi dospělými muži a chlapci. O homosexuálních aktech se podrobněji zmiňoval Gamst, zejméně u ovčáků z drávidských jazykových skupin centrální Etiopie.
Mezi amharskými rolníky zaznamenal Messing (lépe-akceptované) mužské transvetitiy, na které se pohlíželo jako na "Boží omyl". Wändarwäräd (literárně "muž-žena") s viditelnými mužskými sexuálními charakteristiky, jejich tělesná struktura byla lidově považovaná za defektní.
U malského lidu jižní Etiopie zdokumentoval Donald Donham "malou početnou skupinu mužů vystupujících v ženských rolích. Tito muži se oblékali jako ženy, chovali jako ženy, starali o domácnost a měli i sexuální vztahy s muži." Nelze z těchto dat jasně vyčíst, odkdy téměř celý etiopský lid začal vnímat homosexualitu jako společensky neakceptovatelnou životní volbu.

## Souhrnný přehled
| Legální stejnopohlavní styk                                                             | (Trest: Až 15 let vězení) |
| Stejný věk legální způsobilosti k pohlavnímu styku pro obě orientace                    | No                        |
| Anti-diskriminační zákony v zaměstnání                                                  | No                        |
| Anti-diskriminační zákony v přístupu ke zboží a službám                                 | No                        |
| Anti-diskriminační zákony v ostatních oblastech (homofobní urážky, zločiny z nenávisti) | No                        |
| Stejnopohlavní manželství                                                               | No                        |
| Jiná forma stejnopohlavního soužití                                                     | No                        |
| Adopce dítěte partnera                                                                  | No                        |
| Společná adopce dětí stejnopohlavními páry                                              | No                        |
| Gayové a lesby smějí otevřeně sloužit v armádě                                          |                           |
| Možnost změny pohlaví                                                                   | No                        |
| Přístup k umělému oplodnění pro lesbické ženy                                           | No                        |
| Náhradní mateřství pro gay páry                                                         | No                        |
| MSM smějí darovat krev                                                                  | No                        |